# Marquesado de Tarazona
El marquesado de Tarazona es un título nobiliario español creado por el rey Felipe IV de España en 1632  a favor de Isabel de Zúñiga y Clärhout, hija de Baltasar de Zúñiga y Velasco, en subrogación del marquesado de Monterroso, que le había sido concedido en 1626.

## Marqueses de Tarazona
- Isabel de Zúñiga y Clärhout, I marquesa de Tarazona. Casó con Fernando Antonio de Ayala y Ulloa, III conde de Ayala;
- Inés Francisca de Ayala y Zúñiga, II marquesa de Tarazona. Casó con Juan Domingo de Haro y Fernández de Córdoba, segundogénito de Luis de Haro y Guzmán, VI marqués del Carpio;
- Catalina de Haro y Enríquez, III marquesa de Tarazona y VIII marquesa del Carpio. Casó con el X duque de Alba;
- María Teresa Álvarez de Toledo y Haro, IV marquesa de Tarazona;
- Fernando de Silva y Álvarez de Toledo, V marqués de Tarazona;
- Francisco de Paula de Silva y Álvarez de Toledo, VI marqués de Tarazona;
- María Teresa de Silva y Álvarez de Toledo, VII marquesa de Tarazona;
- Carlos Bernardo FitzJames-Stuart y Silva, VIII marqués de Tarazona;
- Jacobo FitzJames-Stuart y Ventimiglia, IX marqués de Tarazona;
- Carlos María FitzJames-Stuart y Palafox, X marqués de Tarazona;
- Jacobo FitzJames-Stuart y Falcó, XI marqués de Tarazona;
- Cayetana FitzJames-Stuart, XII marquesa de Tarazona;
- Carlos FitzJames-Stuart y Martínez de Irujo, XIII marqués de Tarazona.